# Phalanger carmelitae
Кускус гірський (Phalanger carmelitae) — вид ссавців родини кускусових з когорти сумчасті (Marsupialia). Вид проживає на острові Нова Гвінея (Папуа Нова Гвінея та Індонезія у первинних тропічних гористих дубовах лісах на висотах від 1350 до 3800 м над рівнем моря. Самиці народжують одне маля.

## Загрози та збереження
Серйозних загроз нема. Знаходиться під загрозою полювання задля їжі у деякій частині свого ареалу. Також у частині ареалу відбувається втрата місць проживання через вирубку лісу. Проживає в одному національному парку і кількох відомчих областях.